# Ship in a Bottle
"Ship in a Bottle" é o décimo segundo episódio da sexta temporada da série de ficção científica Star Trek: The Next Generation. O episódio foi ao ar pela primeira vez em 25 de janeiro de 1993 nos Estados Unidos pela sindicação. Ele foi escrito por René Echevarria e dirigido por Alexander Singer.
No enredo, o Professor Moriarty retorna, desta vez assumindo o controle da Enterprise em sua busca para deixar o holodeque.

## Enredo
Data e La Forge estão em um programa de holodeque de Sherlock Holmes quando notam que um personagem que deveria ser canhoto é na verdade destro. Eles chamam o Tenente Barclay para consertar o holodeque, porém enquanto ele verifica os programas, ele encontra uma área de memória protegida. Barclay a ativa e o personagem holográfico do Professor James Moriarty aparece, mostrando possuir memórias desde sua criação, incluindo a da passagem do tempo. Moriarty deseja sair do mundo artificial do holodeque, porém fica irritado quando descobre que a tripulação da Enterprise, que havia lhe prometido trabalhar para encontrar um modo de libertá-lo, não se esforçou para ajudá-lo. Picard, Data e Barclay tenta convencer Moriarty que eles ainda estão trabalhando com esse objetivo, porém Moriarty não acredita.
Moriarty confunde a tripulação quando ele caminha para fora do holodeque, não desaparecendo. Ele explica isso para Picard, Data e Barclay dizendo, "Penso, logo existo". Ele cria uma companheira para si, a Condessa Regina Bartholomew, mandando que o computador da Enterprise crie outro ser com senciência na forma de uma personagem feminina dos romances de Holmes. Moriarty assume o controle da Enteprrise através do computador, insistindo que um modo de trazer a Condessa para a existência fora do holodeque seja encontrado.
Enquanto ajudava La Forge, Data observa que a perícia dele com as mãos está ao contrário, como eles haviam visto anteriormente. Data determina que ele, Picard e Barclay nunca deixaram o holodeque, e que tudo e todos que parecem ser a Enterprise são na verdade um programa de holográfico que Moriarty criou. Nesse momento, Picard percebe que, sem querer, ele deu os códigos de comando da nave para Moriarty. Com essa informação, ele assumiu o comando da nave de dentro de sua simulação.
Data encontra um modo de criar uma nova simulação, dentro da simulação do holodeque, para convencer Moriarty e a Condessa que eles foram transportados para o mundo real, apesar deles terem apenas sido transportados para outra simulação. Satisfeito, Moriarty devolve o controle da nave a Picard. Os dois deixam a Enterprise em uma nave auxiliar para explorar a galáxia. Picard encerra todas as simulações e retorna para a verdadeira Enterprise. Barclay extrai o cubo da memória do holodeque e o coloca em um dispositivo que dará a Moriarty e a Condessa uma vida inteira de explorações e aventuras.

## Produção
"Ship in a Bottle" é uma sequência do episódio "Elementary, Dear Data", da segunda temporada. Apesar da ambientação de Sherlock Holmes ter ficado popular entre os membros da equipe de produção, outros usos do personagem em Star Trek: The Next Generation foi impedido devido a uma prolongada disputa entre a Paramount Pictures e o patrimônio de Arthur Conan Doyle. O episódio surgiu quando a produtora Jeri Taylor decidiu investigar a possibilidade, descobrindo que toda a situação havia sido um desentendimento. O patrimônio de Conan Doyle tinha ficado irritado com a Paramount devido a produção do filme Young Sherlock Holmes. Entretanto, quando o episódio foi concebido, eles estavam dispostos a licenciar o personagem por aquilo que Taylor descreveu como uma "taxa de licença muito razoável". O ator Brent Spiner ficou particularmente empolgado, já que ele sempre quis interpretar Holmes novamente.
A premissa deste episódio saiu de uma história criada por René Echevarria e Michael Piller na terceira temporada do programa, logo após o episódio "The Offspring". A história tinha Picard e Riker indo para uma missão. Riker transportaria Picard para o holodeque de uma base estelar enquanto assume o comando da Enteprise, levando-a para dentro de território inimigo. Na verdade, ele estaria criando um cenário onde Picard estaria protegido, e, ao fazer isso, estaria desacreditando o vilão da história. Depois de Echevarria contar a ideia para toda a equipe, alguém mencionou Moriarty em uma reunião. Ele então criou um rascunho que tinha Moriarty deixando o holodeque através do transporte, todavia, morrendo no processo. Porém, Echevarria, posteriormente, veio com a noção de dar ao personagem aquilo que ele queria, não deixando-o saber que havia sido enganado. Reginald Barclay foi adicionado a história quando sentiu-se necessário a presença um personagem que não havia participado do primeiro encontro de Moriarty. Apesar de isso ser um ponto discutível, Echevarria notou que ninguém além de Barclay poderia fazer a última fala do episódio funcionar.
De acordo com Ronald D. Moore, os tantos universos dentro de outros universos do episódio confundiram até a equipe de produção, que acabou desenhando diagramas durante os intervalos para não se perderem. Para o diretor Alexander Singer, o aspecto mais difícil do episódio foi escolher uma atriz para interpretar Regina Bartholomew, "A seleção dela foi difícil porque precisavamos de alguém que pudesse fazer um sotaque inglês e ter uma aparência régia, mas que também ficasse bem sensual em roupas vitorianas. Quando eu vi Stephanie [Beacham] eu disse, 'É isso, fim da história'". Já para o decorador Jim Mees, o desafio foi recriar o cenário do número 221-B da rua Baker para ser fiel a descrição dos livros e sua aparência em "Elementary, Dear Data". Uma notável diferença em relação ao episódio anterior foi o papel de parede, que teve sua produção encerrada nos quatro anos anteriores.

## Repercussão
Zack Handlen da The A.V. Club deu ao episódio uma nota "A–", elogiando-o pela boa e diferente utilização tanto do holodeque quanto do personagem de Barclay. Ele também elogia a cena em que Moriarty "deixa" o holodeque, descrevendo-a como um "grande momento", e a resolução do episódio.
"Ship in a Bottle" também foi bem recebido pelo produtor e roteirista Brannon Braga, que o considera como um de seus favoritos: "Meu tipo favorito de programa, um mistério complexo e cheio de viradas. Neste caso, eu achei que funcionou muito bem e certamente o pareamento de Moriarty e Barclay foi inspirado. Este foi um episódio tão bom, que precisava ser feito".